# Kolumbianisch-Peruanischer Krieg
Der Kolumbianisch-Peruanische Krieg war eine bewaffnete Auseinandersetzung der beiden südamerikanischen Staaten von 1932 bis 1934. Grund waren Grenzstreitigkeiten um den Amazonashafen Leticia im Gebiet der Tres Fronteras. Wegen des Kriegsschauplatzes wird der Konflikt auch als Leticia-Krieg bezeichnet.
Nachdem am 1. September 1932 über 300 peruanische bewaffnete Zivilisten den Hafen Leticias belagerten, entsandte Kolumbien 1500 Soldaten, um den Aufstand, der sich gegen die im Vertrag von Salomón-Lozano von 1922 festgeschriebene Grenzziehung richtete, zu unterdrücken. Daraufhin entsandte auch Peru, das anfangs den Aufstand noch verurteilt hatte, ebenfalls Einheiten zum Schutz der Aufständischen.
Anfang 1933 kam es zu ersten Gefechten am Amazonas, als sich die kolumbianische Flussflotte den Weg zur Stadt bahnte. Nach monatelangem diplomatischen Ringen um eine beiderseitig akzeptable Lösung schlossen die Kriegsparteien im Mai 1933 einen provisorischen Waffenstillstand und stimmten der einstweiligen Verwaltung des Gebietes durch den Völkerbund bis zu einem endgültigen Friedensschluss zu.
Nach einem bilateralen Vertrag im Mai 1934 wurde Leticia im Juli wieder an Kolumbien übergeben. Der Vertrag sah die Demilitarisierung des Gebiets vor und sicherte Peru den freien Zugang zum Amazonas und Río Putumayo. Ebenso wurden Zoll- und Handelsvereinbarungen geschlossen und transportrechtliche Fragen der Flussschifffahrt geklärt. Im Gegenzug kam es zu einer Bekräftigung des Salomón-Lozano-Vertrags und einer formalen Entschuldigung Perus für die Invasion im September 1932. Am Zustandekommen dieses Friedensvertrags war auch der brasilianische Vermittler Cândido Rondon beteiligt.